# Lo Faro (Alins)
Lo Faro és una muntanya de 2.091 metres que es troba al municipi d'Alins, a la comarca del Pallars Sobirà.